# Андрієнко-Нечитайло Михайло Федорович
Мішель Андрієнко-Нечитайло (повне ім'я Михайло Федорович Андрієнко-Нечитайло, (* 29 грудня 1894, Херсонщина (в інших джерелах — Одеса) — † 12 листопада 1982, Париж) — український живописець і театральний художник, який працював у Франції.

## Біографія
Народився в сім'ї дворянина з чернігівського козацького роду, який служив губернським секретарем у Херсоні. З дитинства захопився живописом і одразу демонстрував неабиякі успіхи, що засвідчило визнання його таланту на різноманітних виставках.
Навчався в Петербурзькому університеті, школі Товариства заохочення мистецтв (Петербург).
Перший успіх майбутній живописець мав на виставці «Діячів мистецтва» у 1914 році. 1918 року М. Андрієнко повертається в Україну, живе у Києві, Херсоні, Одесі… В 1918-19 роках — художник Камерного театру К. Миклашевського в Одесі. Політична ситуація в країні вимусила митця думати про еміграцію, й 1920 року він переходить румунський кордон.
У цей складний період свого життя М. Андрієнко напружено працює: в Бухаресті, чекаючи на візу до Чехословаччини, він виконав декорації для балету Королівської опери «Мільйони Арлекіна». Робота була наскільки талановитою, що художник одержав запрошення працювати в румунській столиці, але він не дав на це згоди.
У Празі живописець теж мав успіхи насамперед як декоратор. З чеської столиці М. Андрієнко мандрує до Італії, Австрії, Німеччини. Його декорації стали відомими у Відні, Лондоні, Нью-Йорку.
Врешті 1923 року художник переїздить до омріяного Парижа, де прожив майже 60 років.
М. Андрієнко — представник сучасного мистецтва. Він пройшов різні періоди своєї творчості, віддавши належне різним -ізмам. Його твори зберігаються в музеях Парижа (музей Бобур), Лондона, Відня, Нью-Йорка, Рима, багатьох приватних колекціях. А от картини, які опинилися у Львові, в 1952 році були знищені радянською владою.
Малярські твори художник підписував скороченим ім'ям — Андрієнко, а повне ім'я — Нечитайло-Андрієнко — використовував у літературі.
Митець виявив свій талант також як письменник, його новели фахівці сприймають як зразки високохудожньої прози. Він написав серію мистецтвознавчих нарисів для французьких та українських емігрантських видань, а також низку оповідань і психологічних новел про життя у Франції.
Дев'ять новел Михайла Нечитайла-Андрієнка були надруковані в журналі «Сучасність», а кілька інших праць (листи, спогади, статті) в інших українських журналах. Володимир Попович згадував: "Коли я питав його, чому, маючи письменницький хист, він так мало пише, відповів: «Коли я пишу, то маю враження, що пишу в порожнечу, жодної реакції на мою літературну творчість, маю переконання, що мої оповідання читаєте ви і я і ніхто більше. Я не бачу мойого читача».
Новела «Перехрестя» Андрієнка є пам'яткою доби, в ній він змальовує з живою пластичністю та майже документальними свідченнями атмосферу Монпарнаса міжвоєнних років. В Україні друкувалися такі новели Нечитайла-Андрієнка: «Лист з Авіньйона», «Три сорочки», «У пітьмі часу».
Кубізм, конструктивізм, сюрреалізм, абстракціонізм — ці авангардні мистецькі напрями не сховали за собою українського змісту творчості М. Андрієнка.
Останні роки свого життя митець провів у темряві — втратив зір. Похований на цвинтарі Сен-Женев'єв-де-Буа у Парижі.

## Твори
- у кубо-конструктивістській манері (Конструкція)
- сюрреалістичні (Ярмарковий намет)
- у поєднанні стилів (Сценічний простір)
- оформлення вистав (Електра Г. фон Гофманнсталя, Жар-птиця І. Стравінського)
- мистецтвознавчі статті.